# 有度部牛麻呂
有度部 牛麻呂（うとべ の うしまろ、生没年不詳）は、奈良時代の防人。

## 経歴・人物
駿河国の人物。天平勝宝7歳（755年）2月、防人として筑紫に派遣された際、父母を思い詠んだ歌が『万葉集』に1首載る。

## 歌
- 水鳥の 立ちの急ぎに 父母に 物言はず来にて 今ぞ悔しき[2]